# Circuito Ayrton Senna
O Circuito Ayrton Senna, também conhecido como circuito do CAB, é um circuito de rua brasileiro criado em 2009, nas vias do Centro Administrativo da Bahia (CAB), em Salvador. As curvas que compõem os 2 724 quilômetros do circuito são a Curva dos Orixás, a Curva do Acarajé, a Curva da Balança, a Curva do Dendê e, ao fim, a Curva da Vitória.

## História
Em 9 de agosto de 2009, foi realizada a primeira prova da história da Stock Car em um circuito de rua, sendo igualmente a primeira a ser realizada na região Nordeste. A etapa de Salvador aconteceu no CAB, no recém-criado circuito.
Para a temporada 2010 do GP Bahia, o circuito sofreu melhorias para comportar os 60 mil espectadores. Estas melhorias foram, sobretudo, medidas para organização do fluxo e acesso à região do CAB. Ainda em 2010, o circuito passou a se chamar "Circuito Ayrton Senna", em homenagem ao piloto brasileiro tricampeão da Fórmula 1 Ayrton Senna, como também ganhou o Monumento Piloto Ayrton Senna.

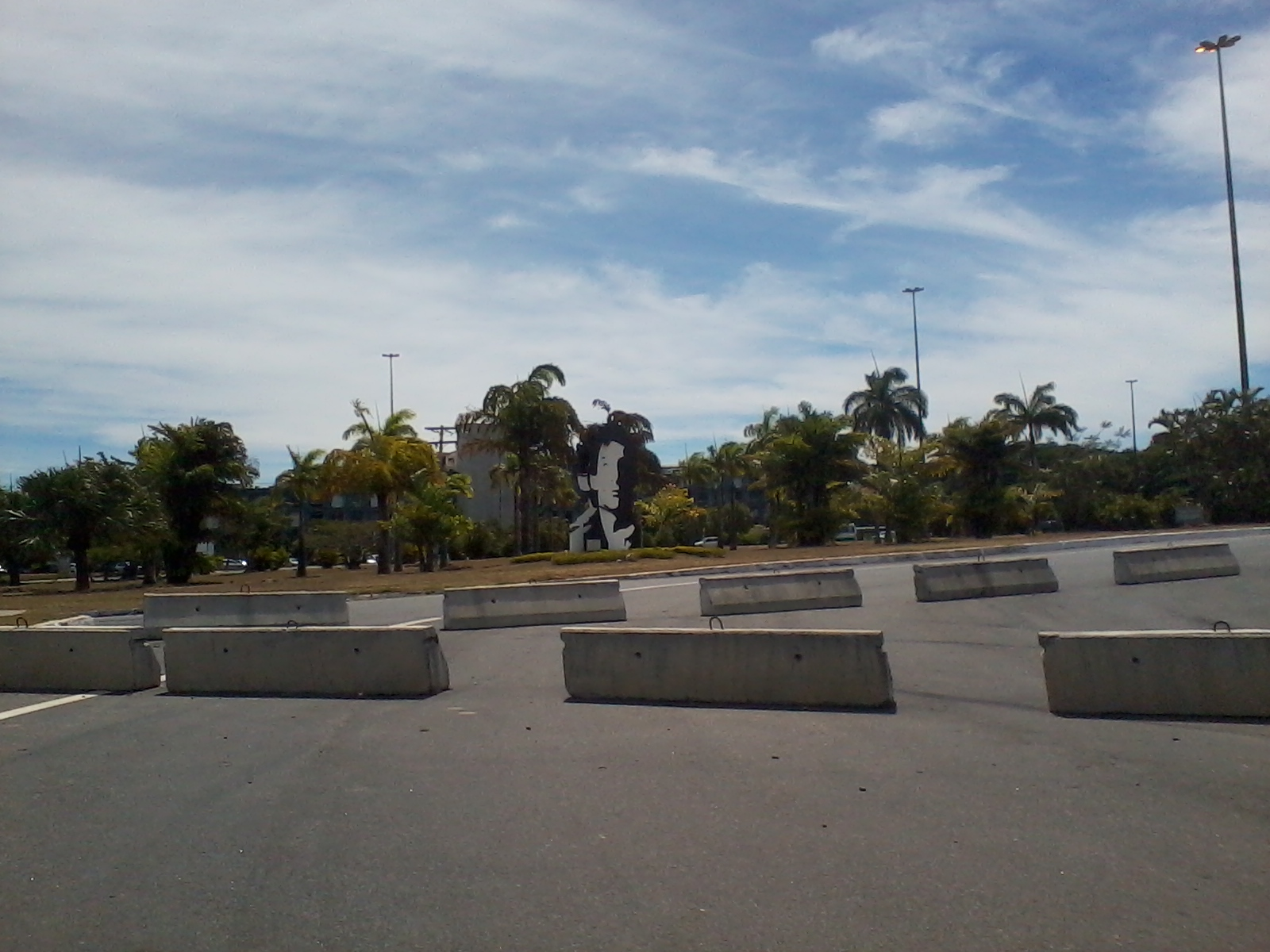
Em 2012, o Monumento Piloto Ayrton Senna ao centro e ao fundo; à frente, obstáculos de sinalização do percurso do circuito.

## Monumento Piloto Ayrton Senna
O Monumento Piloto Ayrton Senna é uma escultura ao ar livre encomendada por ocasião do estabelecimento do Circuito Ayrton Senna nas ruas do Centro Administrativo da Bahia em Salvador, município do estado brasileiro da Bahia. Foi elaborada pelo artista plástico baiano Bel Borba durante três semanas e instalada em 2010 na Praça da Rotatória, próxima à Assembleia Legislativa da Bahia e a curva da Balança (o Centro de Exposições do CAB). Por meio de várias lâminas de aço carbono com tinta base protetora e revestimento de tinta automotiva, Bel Borba montou uma esfinge do rosto do piloto brasileiro Ayrton Senna, baseando-se em fotografia de seu arquivo pessoal. A escultura tem 1 800 quilogramas e quatro metros de altura.